# Immanuel Mifsud
Immanuel Mifsud es un escritor maltés nacido en 1967.
Comenzó a escribir a los 16 años, cuando fue el fundador del grupo literario Versarti. 
Ha dirigido obras de Chéjov, Dario Fo, Max Frisch, Federico García Lorca, David Mamet y Harold Pinter. 
En 2002 su libro de cuentos L-Istejjer Strambi ta' Sara Sue Sammut recibió el premio nacional de literatura, y fue nominado al Premio Strega. 
Su libro Kimika, levantó una controversia bajo la acusación de "pornografía literaria", lo cual trajo como resultado su censura en ciertos medios. 

## Libros publicados
- Stejjer ta' Nies Koroh (Cuentos de gente fea), 1991.
- Il-Ktieb tas-Sibt Filghaxija (El libro de la tarde del sábado), 1993.
- Fid-Dar ta' Clara (En la casa de Clara), 1998. (Poesía).
- Il-Ktieb tal-Mahbubin Midruba (El libro de los amantes desfigurados), 1999. (Poesía).
- Il-Ktieb tar-Rih u l-Fjuri (El libro del viento y de las flores), 2001
- L-Istejjer Strambi ta' Sara Sue Sammut (Las extrañas historias de Sara Sue Sammut), 2002.
- Polska-Slovensko, 2004. (Poesía).
- Kimika (Química), 2005.
- km, 2005. (Poesía).
- Informes confidenciales, 2005. (Poesía).
- Fin de semana feliz, 2006.
- Stejjer Li Ma Kellhomx Jinkitbu (Cuentos prohibidos), 2008.